# Isaak Grigorjewitsch Goldberg
Isaak Grigorjewitsch Goldberg (russisch Исаак Григорьевич Гольдберг, wissenschaftliche Transliteration Isaak Grigor’evič Gol’dberg; * 27. Oktoberjul. / 8. November 1884greg. in Irkutsk; † 22. Juni 1938 ebenda) war ein russisch-sowjetischer Schriftsteller und politischer Aktivist aus Sibirien, der vor allem für seine Erzählungen über den Russischen Bürgerkrieg bekannt wurde. Er war ein Opfer des Großen Terrors.

## Leben

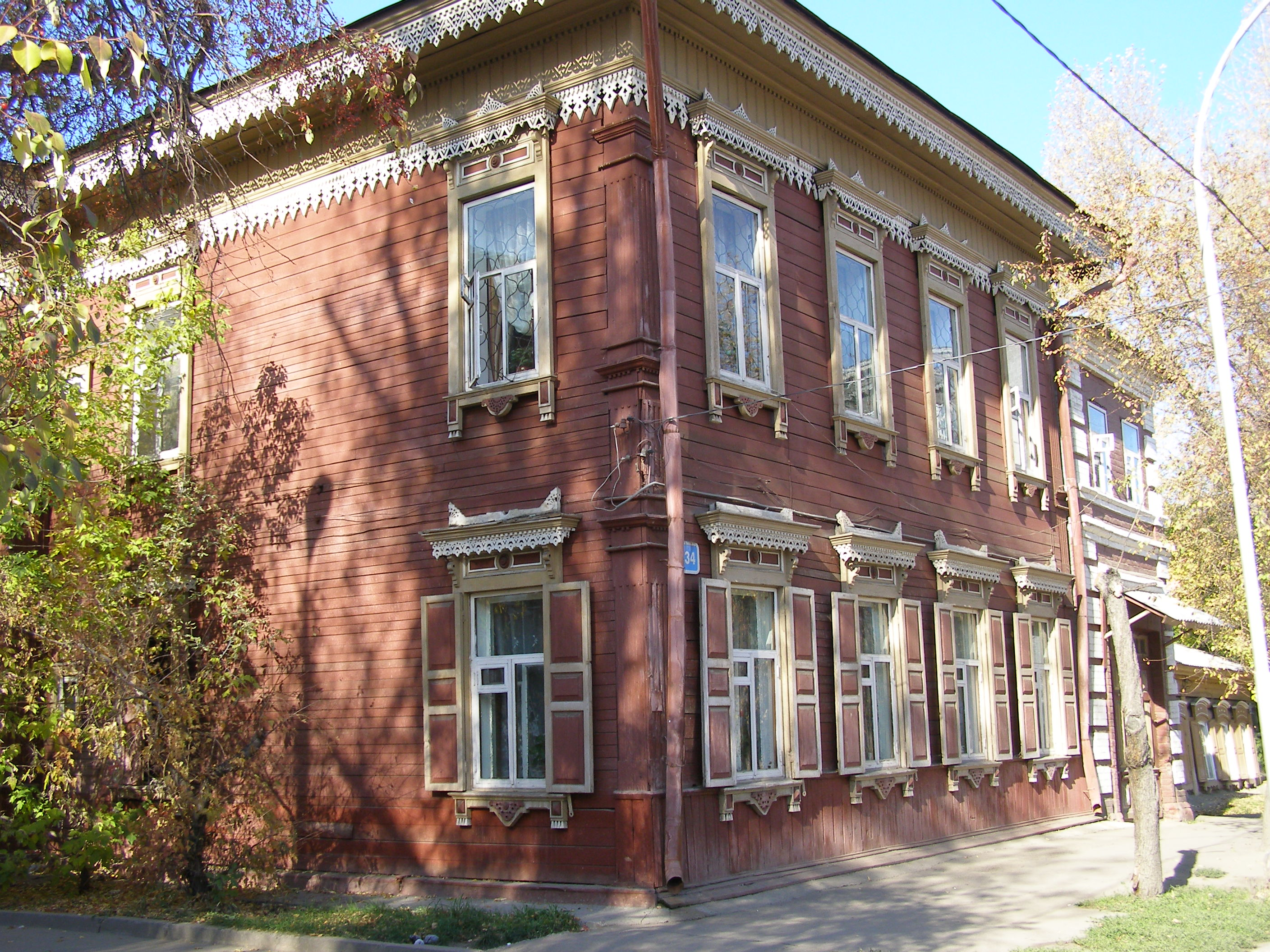
Goldbergs Wohnhaus an der Marat-Straße 34 in Irkutsk

Isaak Goldberg wurde 1884 in Irkutsk geboren. Sein Vater, ein jüdischer Schmied, war zuvor aus Minsk nach Ostsibirien verbannt worden, weil er einen Gutsbesitzer mit einem Vorschlaghammer geschlagen hatte. Irkutsk, das „Paris Sibiriens“, hatte damals die größte jüdische Gemeinde der Region.
Als Gymnasiast trat Goldberg der illegalen Jugendbewegung „Bruderschaft“ (Bratstwo) der Sozialrevolutionäre bei und beteiligte sich 1903 an der Herausgabe der gleichnamigen Parteizeitschrift, wofür er im selben Jahr ein erstes Mal verhaftet wurde. Im darauffolgenden Jahr wurde er abermals inhaftiert. 1905 nahm er gleichwohl aktiv an der (gescheiterten) Revolution teil. 1907 entzog er sich weiteren Repressionen gegen seine Person, indem er sich nach Tschita verfügte, wo er in der Zeitung „Transbaikalische Neuigkeiten“ (Sabajkalskaja now) Erzählungen und Essays veröffentlichte. Er wurde wieder verhaftet und nach Bratsk und Orte im Gebiet der Unteren Tunguska deportiert, wo er mit Ewenken in Kontakt kam und seine Erfahrungen in den „Tungusischen Erzählungen“ verarbeitete, die 1914 in einem Erzählband erschienen. 1912 kehrte er nach Irkutsk zurück und arbeitete als Journalist in verschiedenen Zeitungen.
Nach der Februarrevolution 1917 leitete er die Fraktion der Sozialrevolutionäre im Irkutsker Stadtparlament und wurde ins Bezirksbüro des Sibirischen Sowjets der Partei gewählt. Ab Mai 1918 gab er in Tomsk die Parteizeitung „Stimme des Volkes“ (Golos naroda) heraus. Im selben Jahr wurde er in das Sibirische Regionalkomitee der Partei der Sozialrevolutionäre gewählt und nahm am Allsibirischen Kongress der Partei teil. 1919 kehrte er nach Irkutsk zurück und beteiligte sich am Kampf gegen die Weiße Armee unter Alexander Koltschak. Er gehörte zu den Anführern eines Aufstandes vom 25. November und kam danach in den Provisorischen Rat der Sibirischen Volksverwaltung, wo er sich für die Einführung der Todesstrafe einsetzte. Nachdem die sozialistische Herrschaft in Sibirien konsolidiert war, zog er sich aus der aktiven Politik zurück und widmete sich fortan mit beachtlichem Erfolg der Schriftstellerei.
In zahlreichen Erzählungen schilderte er heroisierend den Kampf gegen Koltschaks Armee, die er als moralisch korrupt darstellte. In den 1930er Jahren kam er von diesem dominanten Thema ab und schrieb Romane über die Industrialisierung Sibiriens („Poem über eine Porzellantasse“) und die Kolchosenbewegung („Das Leben beginnt heute“).
Im Zuge des Großen Terrors wurde Goldberg am 15. April 1937 verhaftet, am 5. Juni 1938 verurteilt und am 22. Juni 1938 erschossen. In der Sterbeurkunde, die später seinen Angehörigen ausgestellt wurde, ist der 2. Dezember 1939 als Todesdatum vermerkt. 1957, zur Zeit der Entstalinisierung, wurde Goldberg rehabilitiert.
In der DDR erschienen 1968 sein Roman Süßer Wermut (russisch Sladkaja polyn) und die Erzählungen Weiberkummer (russisch Babja petschal), Der Mann mit dem Gewehr und Der fünfte Donnerstag in deutscher Übersetzung, die von Werner Creutziger und Gottfried Kirchner (nur Weiberkummer) besorgt wurde.

## Werke
- Tunguskie rasskasy „Tungusische Erzählungen“ (Erzählband), 1914
- Bolschaja smert „Der große Tod“ (Erzählband), 1919
- Sakon taigi „Das Gesetz der Taiga“ (Erzählband), 1923
- Grob podpolkownika Nedotschetowa „Oberstleutnant Nedotschetows Grab“ (Erzählung), 1924
- Babja petschal „Weiberkummer“ (Roman), 1924
- Nasledstwo kapitana Aljoschkina „Kapitän Aljoschkins Erbe“ (Erzählung), 1926
- Put, ne otmetschennyj na karte „Der Weg, der auf der Karte nicht eingezeichnet ist“ (Erzählband), 1927
- Sladkaja polyn „Süßer Wermut“ (Erzählband), 1928
- Poema o farforowoj tschaschke „Poem über eine Porzellantasse“, 1931
- Tysjatscha i odna notsch „Tausendundeine Nacht“, 1929
- Den rasgorajetsja „Der Tag brennt“ (Roman), 1935
- Prostaja schisn „Einfaches Leben“ (Erzählungen über die Ewenken), 1936

### Deutsche Übersetzung
- Süßer Wermut. Erzählungen. Aus dem Russischen übersetzt von Werner Creutziger. Die Erzählung „Weiberkummer“ übersetzte Gottfried Kirchner. Aufbau-Verlag, Berlin 1968.